# الزورت کلی
الزورت کلی (انگلیسی: Ellsworth Kelly; ۳۱ مهٔ ۱۹۲۳ – ۲۷ دسامبر ۲۰۱۵) یک مجسمه‌ساز و نقاش اهل ایالات متحده آمریکا بود که به سبب جسارت‌اش در حذف موضوع از نقاشی، و استفاده از شمار بسیار کم رنگ و فرم در بوم‌هایش، در تاریخ هنر جایگاهی ویژه دارد. الزورث کلی یکی از مهم‌ترین هنرمندهای مدرن بود که ایدهٔ ترکیب‌بندی را کنار گذاشت و به‌جای آن یک منطق تصویری و مفهومیِ غیرشخصی و عین‌گرا را پیشنهاد کرد.

## زندگی‌نامه
اِلزوُرث کلی در سال ۱۹۲۳ در ایالت نیویرک به‌دنیا آمد و در موسسه‌ی پرَت درس خواند. او با پیشینه‌ای که در زمینهٔ نقاشی آکادمیک در «مدرسهٔ موزهٔ هنرهای زیبای باستن» به‌دست آورده بود در سال ۱۹۴۸ وارد بُزآر شد. اما در پاریس، او بیش‌تر زمان‌اش را صرف دیدن و پژوهش در تصویرنگاری سده‌های میانه، به‌ویژه سبک رُمانسک کرد. پس از آشنایی با نقاشی مدرنیست، در میانهٔ دههٔ پنجاه به آمریکا بازگشت و رفته‌رفته شهرتی جهانی پیدا کرد.

## سبک‌شناسی
اِلزوُرث کلی را اغلب در میان هنرمندهای نقاشی کناره‌بارز (Hard-Edge) دسته‌بندی می‌کنند؛ سبکی که در پایان دههٔ پنجاه در واکنش به بیان‌گری نقاشانهٔ اکسپرسیونیسم انتزاعی شکل گرفت. جولز لنگسنِر، منتقد کلیفرنیایی در سال ۱۹۵۸ این اصطلاح را سکه زد تا افزون بر اِلزوُرث کِلی، هنرمندهایی چون کنِث نالند و فرنک استلا را نیز دربربگیرد. اندکی بعد، منتقد کلیدی مدرنیست، کلمنت گرینبرگ در سال ۱۹۶۴، کِلی را در کنار سی هنرمند دیگر زیر نام انتراع پسانقاشانه دسته‌بندی کرد؛ نمایشگاهی که پیروزی جنبهٔ انتزاعی بر جنبهٔ اکسپرسیونیستیِ جنبش اکسپرسیونیسم انتنزاعی را جشن می‌گرفت.
برخلاف انتزاع هندسیِ کار هنرمندهایی چون مالِویچ یامُندریان در دهه‌های نخستین سدهٔ بیستم، نقاشی کناره‌بارز شمار بسیار کمی از فرم‌هایی انگشت‌شمار را در سطح‌هایی گسترده دربرمی‌گرفت. از این نظر، کسانی چون کلی با نقاشی پهنه‌رنگ هنرمندهایی چون مارک راثکو نیز تفاوت داشتند، چون مرزهای تیز فرم‌های نقاشی‌هایشان، هرگز محو نمی‌شد. این شکل‌ها می‌توانستند اُرگانیک (یا زیست‌ریخت) باشند اما کم‌وبیش هیچ‌گونه میلی به القای بعد سوم نشان نمی‌دادند.